# Torre Cabrera (Marina di Ragusa)
Conosciuta anche come Torre di Mazzarelli, è una torre di difesa costiera fatta costruire dal conte di Cabrera. La torre si trova sul lato sud della piazza centrale di Marina a pochi metri dal mare e dal porto vecchio.

## Marina
L'approdo di Marina di Ragusa era conosciuto sin dai tempi dei cartaginesi. Nell’Alto Medioevo gli arabi la chiamarono Marsa A'Rillah, ovvero piccolo approdo. Nella toponomastica di Marina di Ragusa è ancora presente una zona col nome di Scalo trapanese (l'attuale zona portuale), così denominata in quanto, i navigatori trapanesi, costeggiando il canale di Sicilia, arrivavano a Marina per poi intraprendere la navigazione verso Malta, compiendo la traversata, appunto, seguendo la rotta più breve.

## La torre

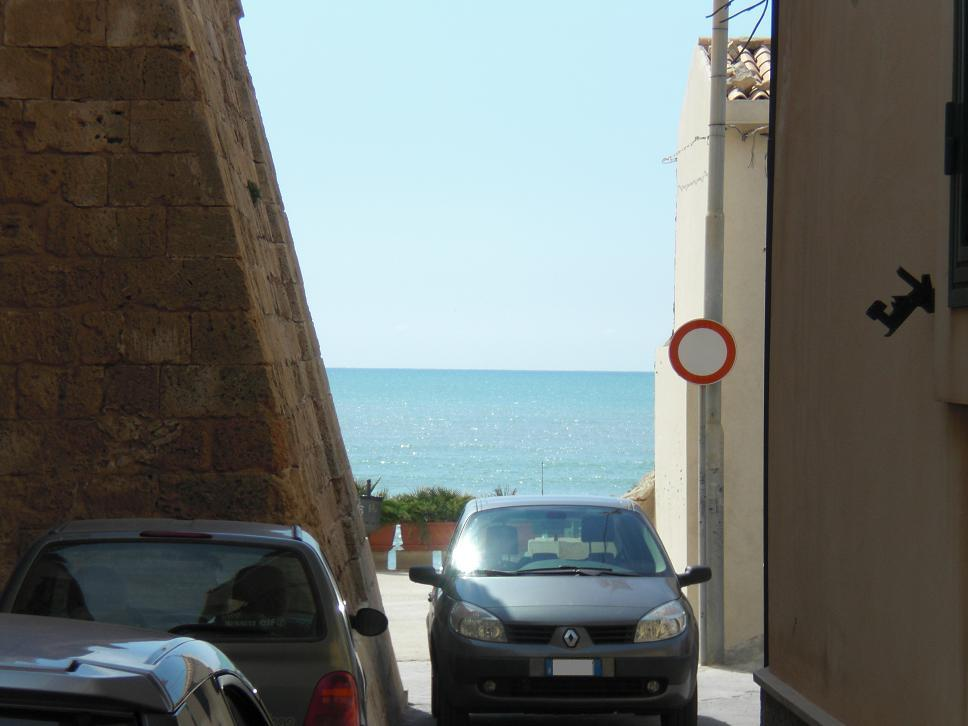
Il bastione.

Nel XVI secolo, i vari viceré che si succedevano al governo della Sicilia, sotto la minaccia delle incursioni turche sono indotti a pianificare in sistema d'avvistamento dislocato lungo tutto il litorale della Sicilia, ed incaricano un architetto fiorentino, Camillo Camilliani, che portò a compimento il suo studio nel 1584. Nel suo libro "Descrizione dell'isola di Sicilia" egli parla del litorale della Contea ed individua in Marina uno scalo rifugio ed anche una piccola tonnara con magazzini. Il Camilliani non ritenne dover segnalare l'esigenza di una torre di avvistamento a Marina, in quanto quest'ultima era già protetta dalla vicinanza del pantano della Castellana che con le sue basse acque, i suoi miasmi palustri e le micidiali zanzare "anofele", costituiva già una barriera naturale ad eventuali sbarchi di corsari.
Dunque il porticciolo ed una tonnara esistevano già in tempi molto precedenti allo studio dei Camilliani stesso, ed anche precedentemente alla costruzione della torre Cabrera, a difesa e dominio del mare, fatta erigere nel 1579 dal conte Luigi Enriquez Cabrera, in ossequio ad una delibera parlamentare proposta dal Viceré don Marcantonio Colonna. La torre, di dimensioni inferiori di quella di Pozzallo, era presidiata da pochi soldati ma fu munita di 6 cannoni.
Nel 1606 alcuni pirati della Barberia assaltarono tre vascelli siciliani, depredandoli dei loro carichi di vino e grano. Questo episodio ebbe luogo il 14 giugno vicino all'isola dei Porri. Gli stessi pirati, tre giorni dopo, travestiti da cristiani, presero terra a Marina attaccando un altro vascello siciliano lì attraccato, e fecero prigioniero il guardiano della torre Cabrera. Dopo varie vicende, su richiesta di Andrea Valseca, il feudo di Gallimeli o Mazzarelli venne innalzato a Baronia da Giovanni Fernadez Paceco, marchese di Vigliena e di Sicilia.